# ناحیه هیلزدیل، میشیگان
ناحیه هیلزدیل (به انگلیسی: Hillsdale Township) یک منطقهٔ مسکونی در ایالات متحده آمریکا است که در شهرستان هیلزدیل، میشیگان واقع شده‌است.
 ناحیه هیلزدیل  ۲٬۰۳۳ نفر جمعیت دارد و ۳۵۹ متر بالاتر از سطح دریا واقع شده‌است.